# Be Genki -Naseba Naru!-
Singles de Berryz Kōbō
Aa, Yo ga Akeru
(2011) Cha Cha Sing
(2012)
Singles par Berryz Kōbō x Cute (Berikyū)
Amazuppai Haru ni Sakura Saku
(2011) Chō Happy Song
(2012)
Be Genki <Naseba Naru!> (Be 元気＜成せば成るっ！＞) est le 28e single du groupe de J-pop Berryz Kōbō (en exceptant la précédente collaboration Amazuppai Haru ni Sakura Saku).

## Présentation
Le single, écrit, composé et produit par Tsunku, sort le 21 mars 2012 au Japon sur le label Piccolo Town. Il se classe 9e à l'Oricon. Il sort également dans trois éditions limitées avec des pochettes différentes, notées "A" et "B" avec chacune en supplément un DVD différent, et "C" sans DVD. Le single sort aussi au format "single V" (DVD) deux semaines après.
La chanson-titre figurera d'abord sur la compilation de fin d'année du Hello! Project Petit Best 13, puis sur l'album Berryz Mansion 9 Kai qui sort en janvier 2013, ainsi que sur la compilation Berryz Kōbō Special Best Vol.2 de 2014.

## Formation
Membres créditées sur le single :
- Saki Shimizu
- Momoko Tsugunaga
- Chinami Tokunaga
- Māsa Sudō
- Miyabi Natsuyaki
- Yurina Kumai
- Risako Sugaya

## Liste des titres
Single CD
1. Be Genki <Naseba Naru!> (Be 元気＜成せば成るっ！＞?)
2. Mō, Kodomo Janai Watashi na no ni… (もう、子供じゃない私なのに...?)
3. Be Genki <Naseba Naru!> (Instrumental) (Be 元気＜成せば成るっ！＞...?)

DVD de l'édition limitée "A"
1. Be Genki <Naseba Naru!> (Night View Dance Ver.) (Be 元気＜成せば成るっ！＞...?)

DVD de l'édition limitée "B"
1. Be Genki <Naseba Naru!> (Close-up Berryz Kōbō ver.) (Be 元気＜成せば成るっ！＞...?)

Single V (DVD)
1. Be Genki <Naseba Naru!> (Be 元気＜成せば成るっ！＞?) (clip vidéo)
2. Be Genki <Naseba Naru!> (Other Ver.) (Be 元気＜成せば成るっ！＞...?)
3. Making Eizō (メイキング映像?)